# Abduction
Abduction is een Amerikaanse thriller/actiefilm uit 2011 onder regie van John Singleton.

## Verhaal
Tiener Nathan Harper vindt zijn eigen kinderfoto op een website voor vermiste kinderen. Hij probeert zijn eigen identiteit te ontdekken en komt er al snel achter dat zijn ouders niet zijn wie hij denkt dat ze zijn. Als de politie, de overheid en andere duistere figuren hem beginnen te achtervolgen wordt het de missie van Nathan om de waarheid te achterhalen.

## Rolverdeling
- Taylor Lautner: Nathan Harper/Price
- Lily Collins: Karen Murphy
- Sigourney Weaver: Dr. Bennett
- Maria Bello: Mara
- Elisabeth Röhm: Lorna Price
- Alfred Molina: Frank Burton
- Michael Nyqvist: Nikola Kozlow
- Jason Isaacs: Kevin
- Freema Agyeman: Kareema
- Taylor Dooley: Monica
- Aunjanue Ellis: Francheska
- Antonique Smith: Sandra Burns
- Denzel Whitaker: Gilly
- Dermot Mulroney: Martin Price